# WebLOAD

WebLOAD é uma ferramenta de teste de carga, teste de desempenho e teste de resistência de aplicativos web. Esta ferramenta de análise e teste de carga móvel e Web é da RadView Software. O WebLOAD  é uma ferramenta de análise e  teste de carga  que combina desempenho, escalabilidade e integridade em um único processo para verificar aplicativos Web e móveis. WebLOAD pode simular centenas de milhares de usuários concorrentes, tornando possível o teste de cargas elevadas e a detecção de congestionamentos, restrições e pontos fracos dentro do aplicativo.
Usando seu suporte de protocolos diversos, o WebLOAD simula o tráfego de centenas de milhares de usuários e fornece dados de análise sobre como o aplicativo se comporta em situações de carga. O WebLOAD monitora e incorpora estatísticas dos diversos componentes do sistema em teste: servidores, servidores de aplicativo, base de dados, rede, balanceador de carga, firewall, etc. e pode monitorar também a Experiência do Usuário Final e a adequação ao Acordo de Nível de Serviços em ambientes de produção.

## História
WebLOAD foi lançado pela primeira vez em agosto de 1997 [5] e foi oferecido por um curto período como ferramenta de código aberto.[6] Desde seu lançamento, a RadView liberou mais de 20 versões do WebLOAD.
| Versão | Data de liberação | Notas |
| ------ | ----------------- | --- |
| 8.5    | Junho de 2010     | Aplicativo com base AJAX / Visualizações lado a lado                                                            |
| 8.6    | Dezembro de 2010  | Novo Gestor de Parametrização / Correlação Estatística                                                          |
| 9.0    | Agosto de 2012    | Teste de carga da Nuvem / Estatísticas do Probing Client / Sistema de Validação Estendida                       |
| 10.0   | Maio de 2013      | Nova interface de usuário e experiência do usuário / Suporte móvel / IPv6 / Monitoramento - Linux via SSH       |
| 10.1   | Dezembro de 2013  | Plug-in para Jenkins / Integração com o AppDynamics                                                             |
| 10.2   | Dezembro de 2014  | Web Dashboard / Teste WebSockets / Integração com o Perfecto Mobile / Integração com o Dynatrace / Suporte JSON |

## Recursos
Os recursos do WebLOAD incluem:
- IDE Um ambiente de desenvolvimento integrado para gravar, editar e depurar roteiros de teste de carga. O registro proxy do WebLOAD registra atividade de registros HTTP. Testes são gerados em JavaScript e podem ser melhorados e editados usando várias ferramentas no IDE.[7]
- Correlation A correlação automática de valores dinâmicos, como ID de sessão, permite que um roteiro seja executado dinamicamente com clientes virtuais diversos.[8][9]
- Load Generation WebLOAD gera carga a partir de máquinas locais ou a partir da nuvem.[10]
- Analytics Um conjunto de relatórios de análise predefinidos fornece dados de desempenho, ajudando a identificar congestionamentos. Relatórios e dados de análises também podem ser visualizados remotamente através de um Painel de controle Web personalizável.[11]
- PMM Coleta estatísticas do servidor durante execuções de testes, fornecendo aos usuários dados adicionais de análises de causas fundamentais.
- Web Dashboard Análise de testes de desempenho e resultados de qualquer navegador ou dispositivo móvel.[12]